# MKRN3
MKRN3‏ (Makorin ring finger protein 3) هوَ بروتين يُشَفر بواسطة جين MKRN3 في الإنسان.